# Джанлука Бузіо
Джанлука Крістіано Бузіо (англ. Gianluca Cristiano Busio, нар. 28 травня 2002, Грінсборо, США) — американський футболіст, півзахисник італійського клубу «Венеція» та національної збірної США.

## Ігрова кар'єра

### Клубна
Джанлука Бузіо почав займатися футболом у своєму рідному місті Грінсборо. У 2016 році він приєднався до футбольної академії клубу МЛС «Спортінг Канзас-Сіті».
25 серпня 2017 року Бузіо підписав з клубом професійний контракт, що зробило його наймолодшим гравцем, який підписав контракт з клубом МЛС після Фредді Аду у 2004 році. З 2018 року Бузіо починав грати за другу клубну команду в ЮСЛ Чемпіоншипі. В першій команді у першості МЛС Бузіо дебютував 28 липня 2018 року, коли вийшов на заміну у матчі проти «Далласа». У складі «Спортінг Канзас-Сіті» Бузіо брав участь у матчах Ліги чемпіонів КОНКАКАФ.
У серпні 2021 року Джанлука Бузіо перейшов до італійської «Венеції». 27 серпня 2021 року у матч проти «Удінезе» футболіст зіграв першу гру у складі нової команди. За результатами того сезону «Венеція» вилетіла до Серії В але Бузіо залишився в команді. І в липні 2022 року продовжив контр з клубом до літа 2025 року. У сезоні 2023/24 «Венеція» повернулась до Серії А.

### Збірна
З 2017 року Джанлука Бузіо виступав за юнацькі збірні США. 11 липня 2021 року у першому матчі групового раунду Золотого кубку КОНКАКАФ Бузіл дебютував у національній збірній США. Також брав участь у турнірі Золтого кубка КОНКАКАФ у 2023 році.

## Титули
США
 Переможець Золотого кубка КОНКАКАФ: 2021

## Особисте життя
Батько Джанлуки - італієць, родом з Брешії. Мати - афроамериканка.